# Шолце
Шо̀лце (на италиански: Sciolze; на пиемонтски: Siosse, Сиосе) е село и община в Метрополен град Торино, регион Пиемонт, Северна Италия. Разположено е на 436 m надморска височина. Към 1 януари 2020 г. населението на общината е 1455 души, от които 97 са чужди граждани.